# Acétate de cellulose
Pour les articles homonymes, voir Acétol (homonymie).
L'acétate de cellulose est une matière plastique inventée en 1865.
C'est l'ester acétate de la cellulose.
Sous forme de fibres (fil textile, autrefois appelée acétol), ce produit a été vendu sous le nom de rayonne, soie artificielle, viscose, etc.
L'acétate de cellulose a connu de nombreux usages, comme base de films en photographie, vernis (dont pour l'aéronautique lors de la Première Guerre mondiale), comme faux-émail ou encore comme composant de certains adhésifs ou explosifs ; on l'utilise encore comme matière plastique, par exemple dans les montures de lunettes.

## Histoire
Paul Schützenberger prépare, dès 1865, un acétate de cellulose, mais il est difficile à dissoudre et donc à utiliser.
En 1894, Charles Frederick Cross (en) et Edward John Bevan déposent un brevet pour la fabrication de l'acétate de cellulose qui deviendra le procédé industriel de sa fabrication. En 1901, ils procèdent à la « rétrogradation » partielle du produit, permettant sa solubilisation dans l'acétone.
L'acétol (ou acétate de cellulose industriel) a été inventé et breveté en Suisse par les frères Dreyfus à partir des travaux de G.W. Miles (brevet BF 358.079, 27 septembre 1905) qui imagine en 1905 de transformer par rétrogradation du triacétate de cellulose en un produit soluble dans l'acétone. Au début des années 1900, ces deux frères suisses, les docteurs Camille et Henri Dreyfus, expérimentaient la chimie de l'acétate dans un hangar construit dans le jardin de leur père à Bâle. En 1905, ils développent un procédé commercial pour la fabrication de l'acétate de cellulose. Ils produisent d'abord du film d'acétate de cellulose (qui remplacera bientôt pour les films cinématographiques le celluloïd trop inflammable). En 1913, Camille et Henri produisent aussi d'excellents échantillons de filaments continus d'acétate ; sa première application textile donnera dès 1924, un filament d'acétate commercialisé aux États-Unis sous la marque Celanese.
Divers brevets sont très tôt déposés, surtout pour des vernis (au début du XXe siècle, on parle de vernis quand le produit contient moins de 4 % d'acétate, et d'enduit au-delà. Le mot anglais correspondant est dope). Des brevets concernent aussi un usage décoratif, ou d'enduit ou vernis pour tissus, le traitement de fils textiles, l'enrobage isolant de fils électriques. La Première Guerre mondiale va doper la production des avions, alors entoilés. Peu avant, les brevets de la société Leduc et Heitz, en 1911 et 1912 avaient débouché sur un vernis dit « Émaillite », qui — côté allemand — aurait été pour la première fois testé sur un avion (Albatros Flugzeugwerke) en 1910.
Dès les années 1910, on montre que les vernis d'acétate peuvent être améliorés, posés en couches différentiées, colorés, métallisés.
La France sera leader côté alliés pour la fabrication de vernis pour avion à base d'acétate solubilisé dans de l'acétone (l'acétone remplace le tétrachloréthane idéal comme solvant, mais très toxique). Les producteurs sont d'abord Leduc, suivis de Clément et Rivière (avec leur vernis Avialine, produit à Pantin), les établissements « Nauton frères et de Marsac » (qui vendent le vernis Acellos, produit à Saint-Ouen), puis Adastra (établi à Boulogne-sur-Seine) et Novavia (à Malakoff). Les solvants et additifs alors utilisés sont l'acétone, l'alcool méthylique, de l'acétate de méthyle (jusqu'à 70 % du mélange) ou de l'acétate d'éthyle, du formiate d'éthyle ou des plastifiants tels que la triacétine ou l'eugénol. On y ajoute parfois des solvants à point d'ébullition élevé de manière à éviter la condensation d'eau sur la surface refroidie par l'évaporation du solvant (Clément et Rivière proposent l'isophorone et l'oxyde de mésityle).
Ces vernis (appliqués en plusieurs couches) permettent d'enduire des toiles de lin, coton ou soie, et de produire des avions très légers (60 à 80 g/m2 de vernis, avec trois couches de compositions différentes, soit 120 à 150 kg par appareil). 600 t environ d'acétate de cellulose ont été utilisées comme vernis pour avion durant les quatre ans de guerre, pour les 52 000 avions construits en France, dont 25 000 en 1918.
Quand la guerre éclate, en 1914, seule la Société chimique des usines du Rhône (SCUR à Saint-Fons, qui bien plus tard deviendra Rhône-Poulenc) produisait de l'acétate. Ni l'Italie, ni le Royaume-Uni n'en fabriquaient. Via leurs brevets sur l'acétylation de la cellulose et les applications du polymère (plastiques, textiles), les frères Dreyfus aident les Anglais et les Français à développer la production d'acétate. Ils créent aussi une société (suisse) : Cellonite. À la demande du gouvernement français, Giros et Loucheur, deux financiers, fondent le 30 mars 1915 la Compagnie générale des produits chimiques de Normandie qui exploitera les procédés des frères Dreyfus et Clavel. L'usine sera créée à Grand-Quevilly où sont rassemblées d'autres usines chimiques. L'usine est mise en route fin 1917.
Le procédé sera également exploité par les frères Dreyfus dans d'autres pays :
- à Bâle en Suisse,
- en Angleterre via la British Cellulose and Manufacturing Company, créée en 1916 avec une usine construite à Spondon, près de Derby, qui produira 2 t d'acétate par mois en 1918, en Italie, via une filiale des Dreyfus fondée en 1917 à Milan[4].

En Europe, la mise en œuvre de l'acétate de cellulose pour une fabrication industrielle de fibres a principalement été le fait de la Rhodiacéta (ancienne filiale de Rhône-Poulenc) avant la Première Guerre mondiale.

### Caractéristiques
- Cellulosique et thermoplastique.
- Forte résistance à la moisissure.
- Combustible.
- Hypoallergénicité.
- Hydrophilie : l'acétate se mouille facilement, et absorbe facilement certaines molécules. Pour les usages textiles, il offre un confort et présente des capacités d'absorption, mais il perd aussi de sa résistance quand il est mouillé.
- Facilité de teintures ou sur-teinture, voire d'adjonction de charge, y compris métallique, mais l'acétate nécessite des pigments particuliers, car n'acceptant pas les colorants habituellement utilisés pour le coton ou la rayonne (cela permet aussi sur teinture).
- Absorption sélective et élimination de taux faibles de certains produits chimiques organiques.
- Bonne compatibilité avec de nombreux plastifiants, facile à travailler à la chaleur et sous pression.
- L'acétate est soluble dans de nombreux solvants courants (en particulier acétone et d'autres solvants organiques faciles à produire comme les cétones, esters, éthers, chloroforme et trichloréthylène). Il peut même être modifié pour être soluble dans des solvants de remplacement, dont l'eau.
- Mauvaise tenue face aux solutions alcalines ou acides fortes et aux agents oxydants forts. Cependant, il résiste bien au chlore et aux hypochlorites utilisés dans l'eau potable.
- Les fibres peuvent généralement être nettoyés par voie humide ou à sec (tétrachloroéthylène), et ne rétrécissent généralement pas au lavage.
- Moulage de précision qui garde l'empreinte exacte des surfaces du moule à l'échelle microscopique.
- Possibilité de produire des tissus de très grande surface avec des fibres très fines (ex: pour les filtres).
- L'acétate pourrait provenir de cellulose venant d'arbres cultivés ou d'autres plantes (coton, paille).

Les propriétés différentes de l'acétate de cellulose par rapport à la cellulose viennent de l'estérification de certains des trois groupes hydroxyle des unités de D-anhydroglucopyranose de la molécule cellulosique par des groupes acétate.
Ces groupes hydroxyle forment des liaisons hydrogène fortes entre les molécules de cellulose ce qui la rend insoluble. Les groupes acétate forment des liaisons hydrogène beaucoup plus faibles, facile à couper et à refaire avec un solvant comme des cétones ou des esters. On peut donc y dissoudre l'acétate de cellulose et obtenir un solide en enlevant le solvant.
Des groupes propionate, butyrate, peuvent aussi être introduits car les chaines grasses plus longues de ces esters rendent le polymère moins attirant pour l'eau et plus soluble dans les solvants organiques.
Des groupes méthoxy ou éthoxy aux liaisons hydrogène encore plus faibles ont le même effet. Cependant des groupes sulfate ou carboxyméthyl comme dans la carboxyméthylcellulose rendent le polymère très soluble dans l'eau.
De plus, la biodégradation de l'acétate de cellulose est ralentie car les groupes acétate doivent être hydrolysés en hydroxyle avant la biodégradation. Le remplacement de groupes hydroxyle par des groupes nitrate ralentit encore plus la biodégradation mais augmente la vitesse de combustion. Le nitrate de cellulose est un explosif bien connu (poudre sans fumée).

## Production
Extraction, purification et séchage de la cellulose du bois ou du coton.
La cellulose est mélangée avec de l'anhydride acétique, de l'acide acétique et un catalyseur, ordinairement l'acide sulfurique. Presque tous les trois groupes hydroxyle de chaque unité de D-anhydroglucopyranose de la molécule cellulosique sont estérifiés en groupes acétate.
La « rétrogradation », typiquement durant vingt heures, hydrolyse partiellement certains groupes acétate en groupe hydroxyle, jusqu'à la proportion désirée. La Federal Trade Commission américaine définit le triacétate de cellulose comme une cellulose dont au moins 92 % des groupes hydroxyle sont estérifiés en groupes acétate. Dans le diacétate de cellulose ou simplement acétate, environ les deux tiers des groupes hydroxyle sont estérifiés en groupes acétate.
En ajoutant de l'eau, le polymère est précipité en flocons et rincé pour éliminer l'acide acétique et l'acide sulfurique. Les acides peuvent être neutralisés par de l'hydroxyde de magnésium ou de calcium et donc éliminés sous forme de sulfates ou d'acétates minérales. Cependant, habituellement l'acide acétique et l'anhydride acétique ne sont pas neutralisés mais récupérés pour leurs valeurs par distillation de la solution résiduelle.
Ces flocons sont dissous dans l'acétone, la butanone, l'acétate d'éthyle ou de méthyle, le méthanol, d'autres solvants organiques comme des éthers, des cétones et des esters ou un mélange de ces solvants.
La solution d'acétate de cellulose visqueuse obtenue est filtrée.
La solution d'acétate de cellulose peut servir de vernis, les solvants évaporés laissant une couche de polymère.
La solution d'acétate de cellulose peut être versée dans un moule, les solvants évaporés laissant un bloc de polymère.
La solution d'acétate de cellulose peut être extrudée, les solvants contenus dans les filaments sont évaporés par un jet d'air chaud ou extrait par un rinçage rapide laissant des fibres de polymère.
Ces fibres peuvent être coupées, entortillées, embobinées, etc.

## Usages

### Fibre

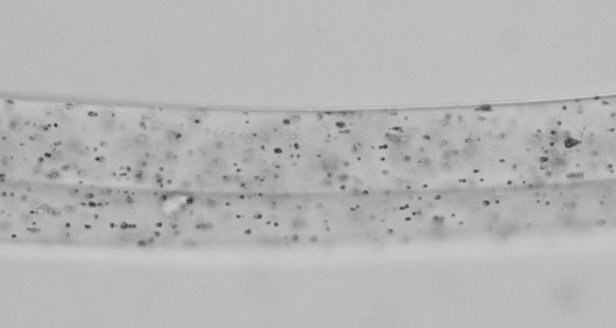
Fibre vue au microscope (grossie 40x).

L’acétate de cellulose, ou rayonne (1924), est l'une des toutes premières fibres artificielles. À cette époque, la cellulose était extraite du coton ou de pulpe d'arbre, c'est un polymère naturel. Ces « fibres cellulosiques » ont été dépassées par des produits pétroliers bien moins coûteux tels que le nylon et le polyester.
Textiles, linge de maison, vêtements :

### Filtres en fibres

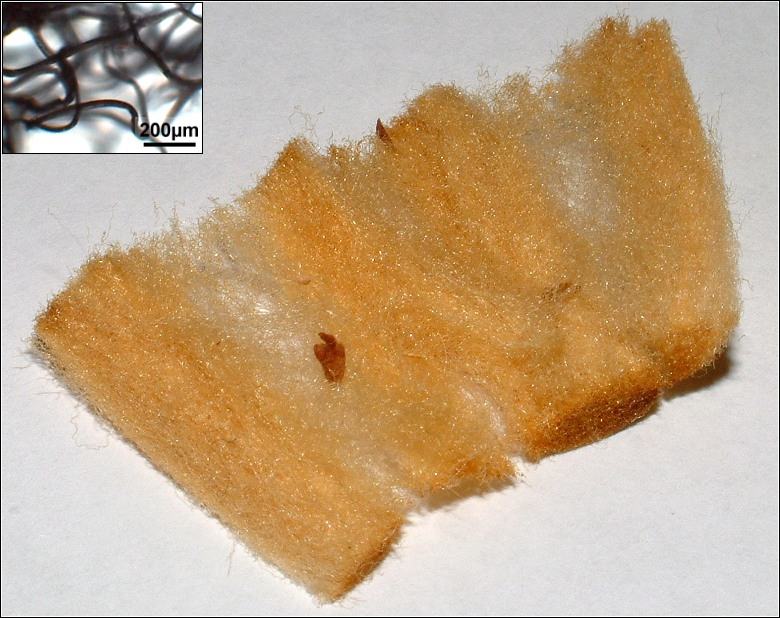
Filtre usagé de cigarette en acétate de cellulose.

Filtres de cigarette ; sous forme de « câbles d'acétate de cellulose », notamment produits en Europe, Russie, États-Unis, Brésil et Venezuela par Rhodia Acetow, troisième producteur mondial avec 18 % de part du marché mondial et filiale dédiée du chimiste français Rhodia. Certains réservoirs d'encre pour stylos à pointe fibre sont également en acétate de cellulose.
Produits absorbants (couches, produits chirurgicaux).

### Vernis
Vernis : les vernis d'acétate de cellulose, furent un premier substitut aux vernis à base de nitrocellulose (plus dangereux, car plus inflammable, explosif).
L'invention de solvants adaptés à la cellulose a permis la production de vernis spéciaux et de celluloïds (aux États-Unis d'abord par la Société technique de France qui furent l'un des premiers usages de l'acétate, par exemple pour enduire et rigidifier la toile des premiers avions sur une idée du Français Octave Chanutte (1832-1910).
Le choix des solvants dépend de la vitesse de séchage optimum. Un mélange trop volatil ne se répand pas bien sur la surface à couvrir. S'il sèche trop lentement il intègre des poussières.
Bayer a mis sur le marché un fil de coton protégé par une couche de vernis à base de « Cellit » sous la marque Bakyo.
Certains vernis d'acétate de cellulose servent de pansements liquides et d'autres de vernis à ongles. car l'acétate de cellulose n'est pas toxique, il suffit de choisir des solvants pas toxiques à petite dose comme l'acétone, la butanone, l'acétate d'éthyle ou de méthyle.

### Membranes
Afin d'éviter une biodégradation en milieu humide durant leur utilisation, certaines membranes sont partiellement en nitrate de cellulose
Matériaux de filtration et potabilisation de l'eau : ce sont notamment les membranes d'ultrafiltration à fibres creuses (produites en acétate de cellulose par des sociétés telles que Hydranautics ou Aquasource). Elles filtrent de l'eau souterraine, de pluie, karstique ou de surface. Ces membranes ont des propriétés mécaniques et une résistance chimique intéressantes, notamment face au chlore utilisé pour désinfecter l'eau.
Membranes de dessalinisation : elles servent à retirer le sel de la saumure par osmose inverse, via des membranes à base d'acétate de cellulose.
Concentration de molécules en phase liquide : ces mêmes membranes peuvent concentrer le sucre de la sève de canne, le jus de betterave ou de l'eau d'érable. Elles servent aussi à concentrer les solutions dans les laboratoires de biochimie.
Pour la dialyse : des reins artificiels utilisent souvent des membranes à base d'acétate de cellulose.

### Pellicules photographiques et de cinéma
L'utilisation du triacétate de cellulose dans les pellicules photographiques et dans les films de cinéma a été introduite en 1934 afin de remplacer les pellicules en nitrate de cellulose, ancien standard de production et produit très instable, hautement inflammable, voire explosif.
Les pellicules photographiques en acétate se détériorent néanmoins en présence de chaleur, humidité ou d'acides, jusqu'à ne plus être utilisables, et en laissant échapper de l'acide acétique. Ce phénomène est connu sous le nom de « syndrome du vinaigre ».
Des pellicules en acétate sont encore utilisées dans certains cas, par exemple pour les négatifs de caméra. Depuis les années 1980, les pellicules photographiques (parfois désignées sous le nom commercial de « Estar » (Kodak)) sont devenues banales, en particulier pour l'archivage. Les pellicules en acétate ont également été utilisées comme support de bandes magnétiques, avant l'arrivée des supports en polyester.
Des feuilles d'acétate de cellulose sont utilisées en électrophorèse.
Des feuilles d'acétate de cellulose sont utilisées comme emballage alimentaire, par exemple pour former des saucisses.

### Réplication
Une solution liquide d'acétate de cellulose mouillera complètement une surface. Si après séchage, le film se détache sans déchirer, il gardera l'empreinte exacte des surfaces à l'échelle microscopique.
Des telles répliques servent au contrôle qualité industriel.
La peau des doigts donne de très bonnes copies des empreintes digitales et les solutions d'acétate de cellulose comme certains vernis à ongles ne sont pas toxiques.
Ces répliques servent aussi en microscopie par exemple pour mouler la forme d'une bactérie qui sècherait et disparaitrait si on la met dans un microscope électronique, au séchoir ou au congélateur alors que la réplique gardera sa forme durant des années.

### Produits moulés

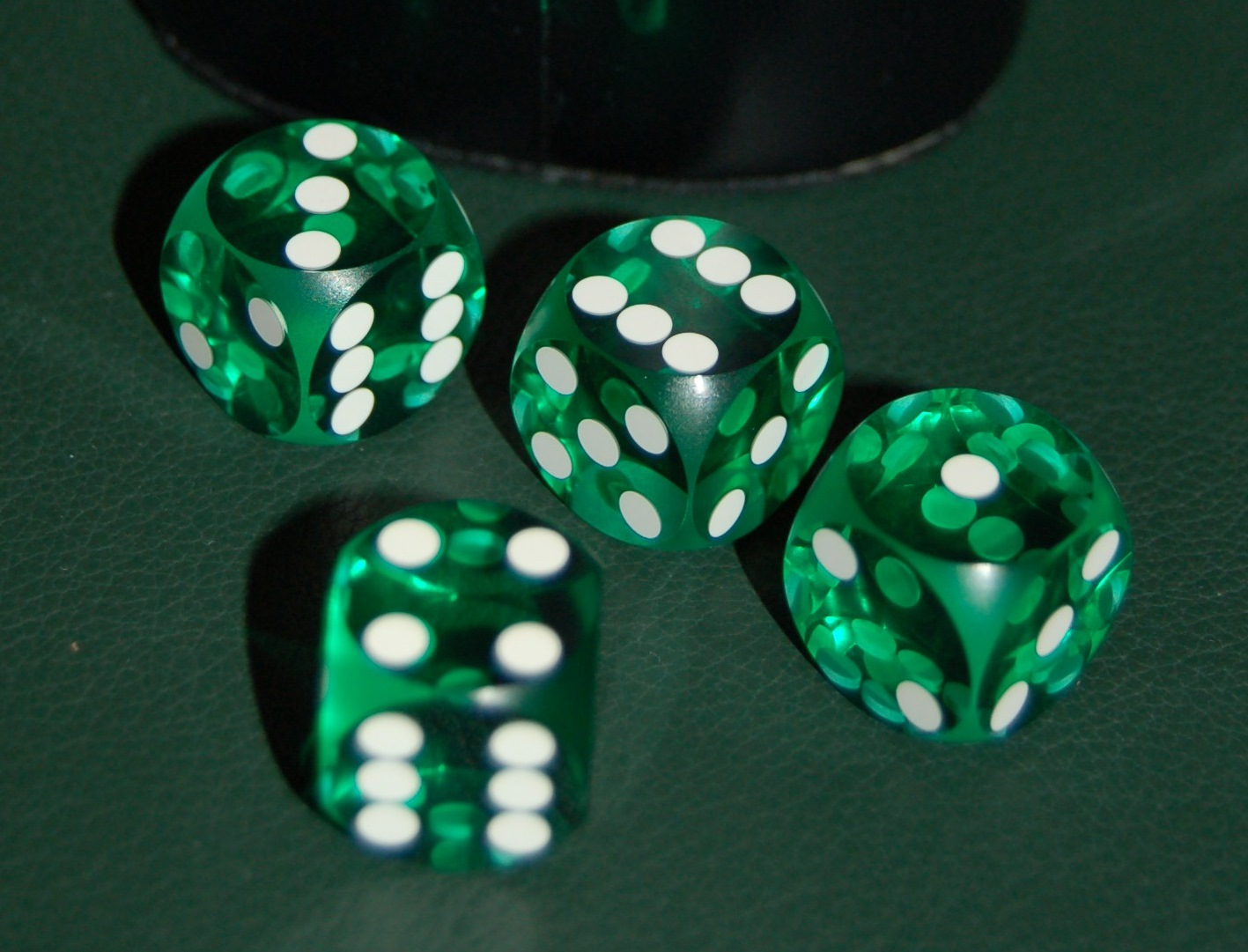
Dés à jouer, de précision, en acétate de cellulose.

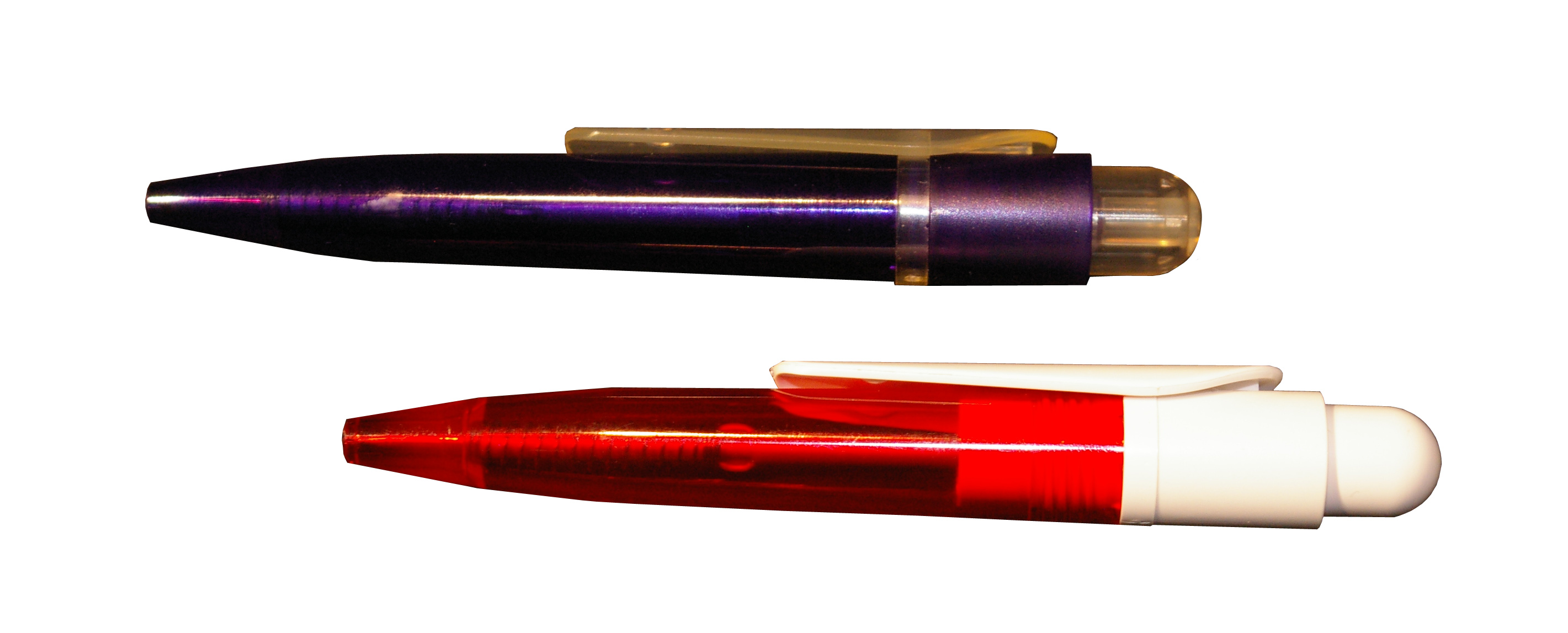
Stylos dont le corps est en acétate de cellulose, plus ou moins rapidement biodégradable.

Des boutons, garnitures, peignes et accessoires peuvent avoir été faits en acétate, ainsi que divers accessoires de maison (tentures, meubles rembourrés…housses), ou du ruban, des drapeaux, des rosettes (récompense lors de compétitions) et autres supports de publicité ou communication.
Polymères plastiques : des jouets, dont les premières briques Lego étaient autrefois (de 1949 à 1963) fabriquées en acétate de cellulose.
En lunetterie : des plaques d'acétate de cellulose, colorées, collées entre elles (voire avec du tissu), donnent des matériaux plastiques, qu'on peut mettre en chauffe, puis souder, découper, limer, adoucir, polir, et enfin assembler avec les branches et verres pour être envoyées chez l'opticien. La fabrication d'une paire de lunettes en acétate nécessite de 1 à 40 heures, voire plus pour les coloris compliqués, ce qui explique leur coût.